# Warington Baden-Powell
Henry Warington Smyth Baden-Powell, KC (Londres, 3 de fevereiro de 1847 - 24 de abril de 1921) foi um Almirante da Royal Navy, que notabilizou-se por seus trabalhos junto ao Serviço Nacional de Informações (SNI), de Sua Majestade Real da Inglaterra, de folha de serviços inqüestionável tanto a nível de estado-maior, como quando servi-o junto à Armada Real e sendo mais conhecido pelos escoteiros do mar.
Irmão de Lorde Robert Stephenson Smyth Baden-Powell, fundador do escotismo, escreveu um suplemento ao livro "Escotismo para Rapazes", incluindo a "modalidade do mar", uma vez que um brasileiro, o major-aviador do Exército Brasileiro, de nome Godofredo Vidal, Piloto da Arma da "Aeronáutica do Exército Brasileiro", já escrevia sobre a modalidade do ar, na época o Escotismo para Rapazes era vendido em formato de folhetim.
É importante notar que foi o irmão de Baden-Powell que praticamente instaurou o "bastão Escoteiro" como equipamento do escoteiro, antes o bastão era apenas da Tropa, Grupo ou Seção, com os emblemas, distintivos, distinções, símbolos ou nomes, dessas.

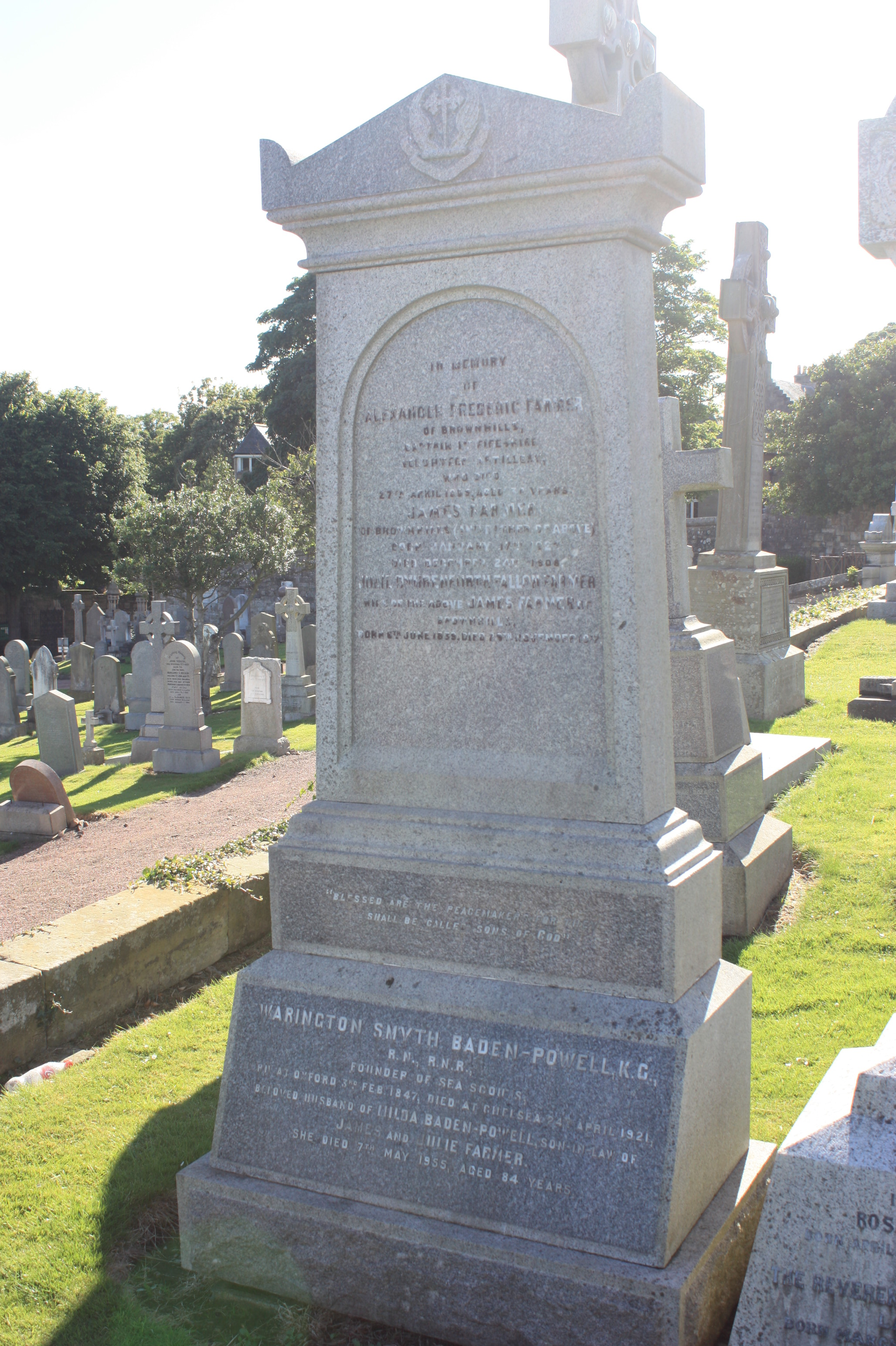
Sepultura de Warington Baden-Powell no Cemitério Leste da Catedral de St Andrews

O Bastão segundo seu suplemento, deveria servir para medir distâncias, pois era marcado na madeira tanto em polegadas como em jardas, tendo em média uma jarda e meia, um metro a um metro e meio, e que, com a ajuda de uma tabela de trigonometria e por semelhança de triângulos calculava-se distâncias, para construções de "pioneiras (pontes, jangadas…), além de servir para transporte de feridos nas jornadas ou caminhadas, transporte de equipamentos pesados e outros diversos usos que poderão ser observados nos originais escritos por esse escoteiro irmão, "Chefe Warrington", em seu suplemento ou no Boy Scouts com as três modalidades escoteiras.